# Comuna Semakivți, Colomeea
Semakivți (în ucraineană Семаківці) este o comună în raionul Colomeea, regiunea Ivano-Frankivsk, Ucraina, formată din satele Krînîcikî, Semakivți (reședința) și Zamulînți.

## Demografie
Componența lingvistică a comunei Semakivți
     Ucraineană (99,8%)
     Alte limbi (0,15%)
Conform recensământului din 2001, majoritatea populației comunei Semakivți era vorbitoare de ucraineană (99,8%), existând în minoritate și vorbitori de alte limbi.